# エジミウソン・ジュニオール・パウロ・ダ・シウヴァ
エジミウソン・ジュニオール（Edmílson Junior）ことエジミウソン・ジュニオール・パウロ・ダ・シウヴァ（ポルトガル語: Edmílson Junior Paulo da Silva、1994年8月19日 - ）は、ベルギーとブラジルのサッカー選手。カタール代表。ポジションはFW。

## クラブ歴
2012年8月22日、プロキシマス・リーグのシント＝トロイデンVVでプロデビュー。11月のベルギーカップでプロ初得点を決めた。
2016年1月6日にかつて指導を受けたヤニック・フェレイラ監督が率いるスタンダール・リエージュに3年契約で移籍。2018年3月17日のベルギーカップ決勝戦に出場し、クラブの優勝およびUEFAヨーロッパリーグ 2018-19出場権確保に貢献した。
2018年7月22日に、カタール・スターズリーグのアル・ドゥハイルSCに完全移籍。

## 私生活
父のエジミウソン、兄のエジベルグ、いとこのエリヴェウトンもサッカー選手。